# Псевдоанглицизъм
Псевдоанглицизъм е дума или израз на език, различен от английски, която е заета от английски, но се използва в смисъл, който е неразбираем за хора, чийто роден език е английски. Псевдоанглицизми има в много езици, като немски, холандски, японски и т.н.
Псевдоанглицизми в българския език
В българския език броят на псевдоанглицизмите нараства бързо през последните 20 години. По-долу са дадени примери на псевдоанглицизми с тяхното оригинално значение.
- барбекю вместо grilling.
- боди[1] вместо infant bodysuit или bodice.
- бокс вместо boxing.
- брейк (понякога) вместо breakdance.
- джип вместо SUV. (За коли от всякаква марка – от марката Jeep)
- дънки (понякога) вместо Jeans.
- хепиенд[2] вместо happy ending
- килър[3] вместо assassin, contract killer.
- ксерокс[4] вместо copier (за устройства от всякаква марка – от марката Xerox).
- крос вместо cross-country race.
- къмпинг вместо campsite. Англ. „camping“ означава самото действие.
- МОЛ (разговорно, вместо „търговски център“) вместо shopping mall / shopping centre.
- паркинг вместо parking lot / car park.
- пийлинг[5] вместо facial or body scrub. (peel – беля, грешна употреба на отглаголно съществително)
- слип(ове)[6] вместо briefs.
- рокер[7] вместо biker / member of a biker gang. Англ. rocker – изпълнител на рок музика. Българската употреба идва от английската субкултура от 1950 г., в това значение думата е отдавна непозната в английския език
- тунинг, тунунговам[8] вместо car tuning (грешна употреба на отглаголно съществително)
- смокинг вместо tuxedo.